# Breutelia nigrescens
Breutelia nigrescens là một loài rêu trong họ Bartramiaceae. Loài này được Herzog mô tả khoa học đầu tiên năm 1909.